# Trichobioides perspicillatus
Trichobioides perspicillatus är en tvåvingeart som beskrevs av Pessoa och Galvao 1937. Trichobioides perspicillatus ingår i släktet Trichobioides och familjen lusflugor. Inga underarter finns listade i Catalogue of Life.